# Theodoros Katsanevas
Theodoros Katsanevas (em grego:  Θεόδωρος Κατσανέβας; 1947 – 2021) foi um académico e político grego, fundador do partido Drachmi Movimento Democrático Grego Cinco Estrelas em maio de 2013 que fez campanha pelo abandono da Grécia pelo Euro e pelo retorno ao drachma.
Foi membro do Parlamento Grego entre 1989 e 2004 pelo Movimento Socialista Pan-helénico (PASOK).

## Biografia
Katsanevas recebeu a sua licenciatura na Universidade de Pireus. Obteve o grau de Mestre pela Universidade de Warwick e o Doutoramento pela London School of Economics. Foi professor em Economia do trabalho na Universidade de Pireus.
Em 1981, esteve entre os autores do programa do Primeiro Gabinete de Andreas Papandreou e foi inicialmente nomeado para a Organização Grega para o Emprego de Mão de Obra (OAED, Οργανισμός Απασχόλησης Εργατικού Δυναμικού; Ο.Α.Ε.Δ.), e, posteriormente, em 1985 para a Segurança Social Grega. Foi eleito deputado no segundo distrito eleitoral de Atenas pelo PASOK de 1989 até 2004, quando foi oficialmente impedido de se candidatar pelo próprio partido.
A morte do Katsanevas foi divulgada em 8 de maio de 2021.

## O testamento de Papandreou

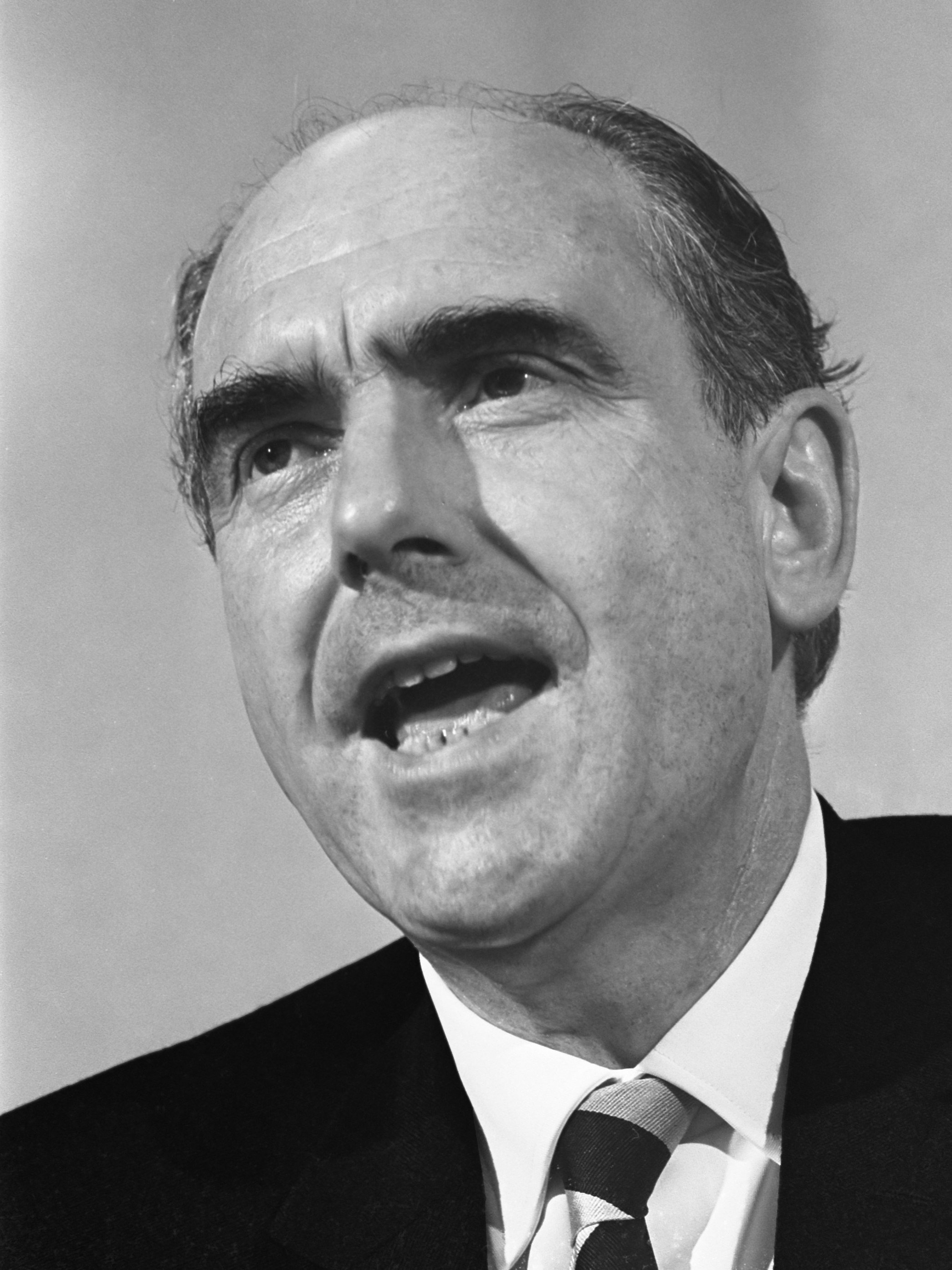
Andreas Papandreou

Até ao seu divórcio em 2000, foi casado com Sofia, a filha de Andreas Papandreou, ex-Primeiro-ministro da Grécia. No seu testamento, como publicamente divulgado em 13 de setembro de 1996, Papandreou descreveu Katsanevas como uma "desgraça para a família" (em grego:  όνειδος της οικογένειας) e afirmou que "o seu objetivo era herdar politicamente a história de luta de Georgios Papandreou e Andreas Papandreou" (Georgios Papandreou era o pai de Andreas e também um Primeiro Ministro Grego).
Theodoros Katsanevas disputou a autenticidade do testamento e, em 2003, ganhou um julgamento por difamação contra Spyros Karatzaferis, editor de um jornal que durante algum tempo, em 1998, publicou diariamente na página principal uma fotografia de Katsanevas com o subtítulo "Desgraça". Contudo o julgamento do caso não lidou com a questão da autenticidade do testamento.
Como resultado desta questão ter sido descrita na versão Wikipédia em grego da biografia de Katsanevas, este criou um processo contra um utilizador e editor grego da Wikipedia ("Diu") e contra a Sociedade Grega de Software Livre / Open Source ("GFOSS", também conhecido por "EELLAK"), apesar de nenhum ter qualquer controlo sobre a Wikipedia.